# Haltdalen Station
Haltdalen Station (Haltdalen stasjon) er en jernbanestation på Rørosbanen, der ligger ved Haltdalen i Holtålen kommune i Norge. Stationen består af krydsningsspor, et par sidespor, to perroner og en stationsbygning i rødmalet træ med ventesal.
Stationen åbnede 16. januar 1877 sammen med strækningen mellem Røros og Singsås. Oprindeligt hed den Holtaalen, men den skiftede navn til Holtålen i april 1921 og til Haltdalen 1. januar 1938.
Stationsbygningen, der er af Hvalstad-typen, blev opført til åbningen i 1877 efter tegninger af jernbanearkitekten Georg Andreas Bull. I 1950'erne blev bygningen udvidet kraftigt med udvidelser i både bredden og højden. Stationen er stadig bemandet af Bane Nor for trafikstyring, men der er ikke billetsalg.